# Eerste Helmersstraat 69-83
Eerste Helmersstraat 69-83 te Amsterdam betreft een aantal portiekwoningen aan de Eerste Helmersstraat te Amsterdam Oud-West. 

## Gebouw
Bij de bebouwing van de straat werd er portiekwoning na portiekwoning gebouwd. Af en toe werd dit afgewisseld door een blokje van een aantal portiekwoningen. Zo’n blokje staat op Eerste Helmersstraat 69 tot en met 83. Het is gebouwd op het terrein dat makelaar en bouwkundige J.F.W. van Schaik volbouwde of liet volbouwen. Waarschijnlijk heeft hij het blokje ook ontworpen, de functies makelaar, bouwkundige en architect liepen door elkaar. 
Het blokje kenmerkt zich door een gevelwand met wisselende kleurstelling en geveltoppen. Sommige geveltoppen zijn hoekig, terwijl andere een chaletvorm hebben (overstekend dak). Binnen genoemde adressen is Eerste Helmersstraat 73-83 symmetrisch van opzet. Overigens woonde Van Schaik enige tijd op huisnummer 73. Het gebouw 69-71 wijkt sterk af ten opzichte van de andere panden.
De meeste portiekwoningen zijn vijf verdiepingen hoog en worden gekenmerkt door met reliëf versierd pleisterwerk. Tevens zijn hier en daar in sluitstenen in ontlastingsbogen koppen gemodelleerd en in sommige consoles voor balkonnetjes leeuwenkoppen.
Het blokje werd in 2009 tot gemeentelijk monument (nummer 224010) benoemd, het was dan 110 jaar oud. 
Het huisnummerbordje 73 heeft een afwijkende stijl.

## Afbeeldingen

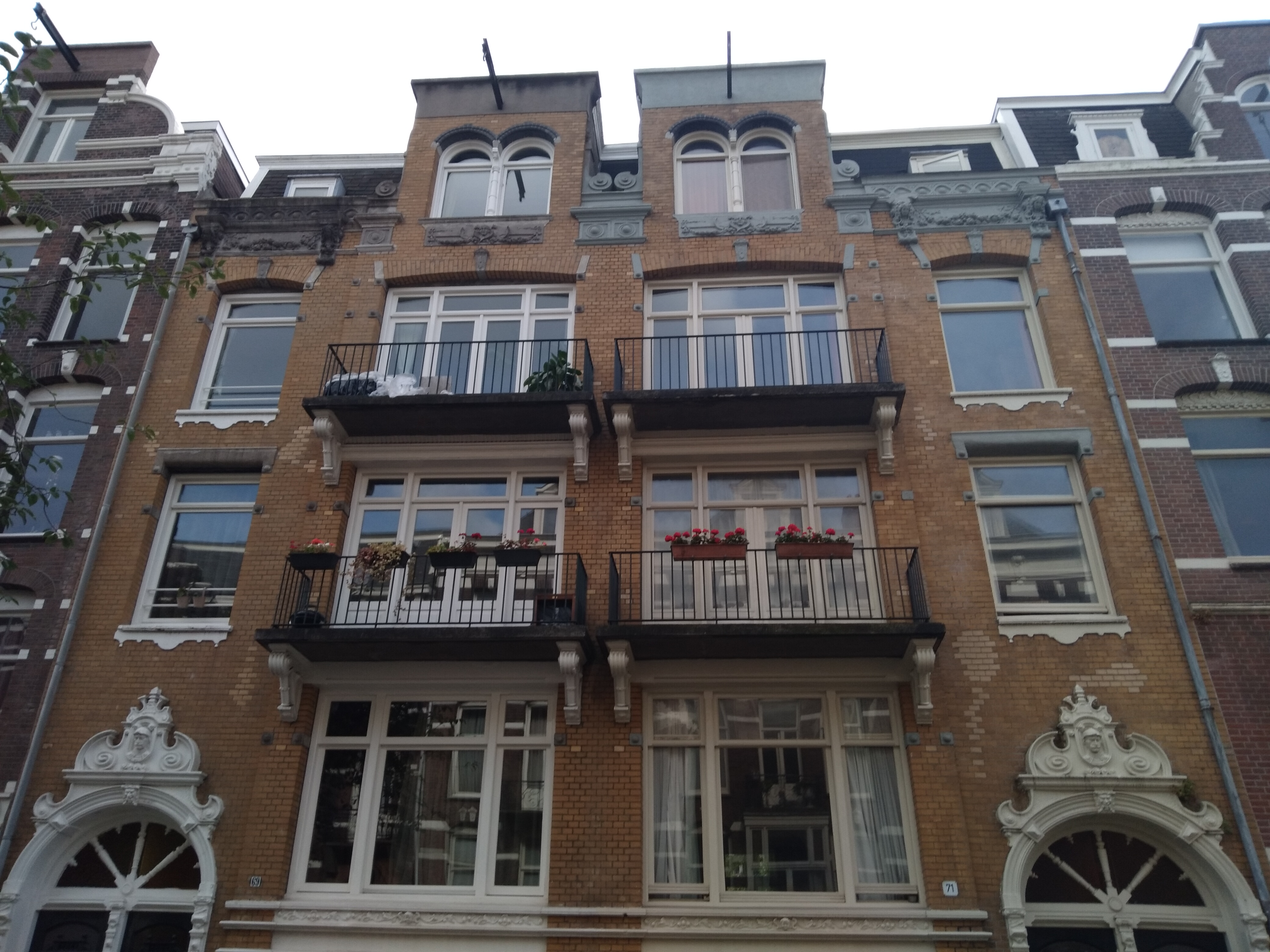
Nrs. 69-71 (september 2021)
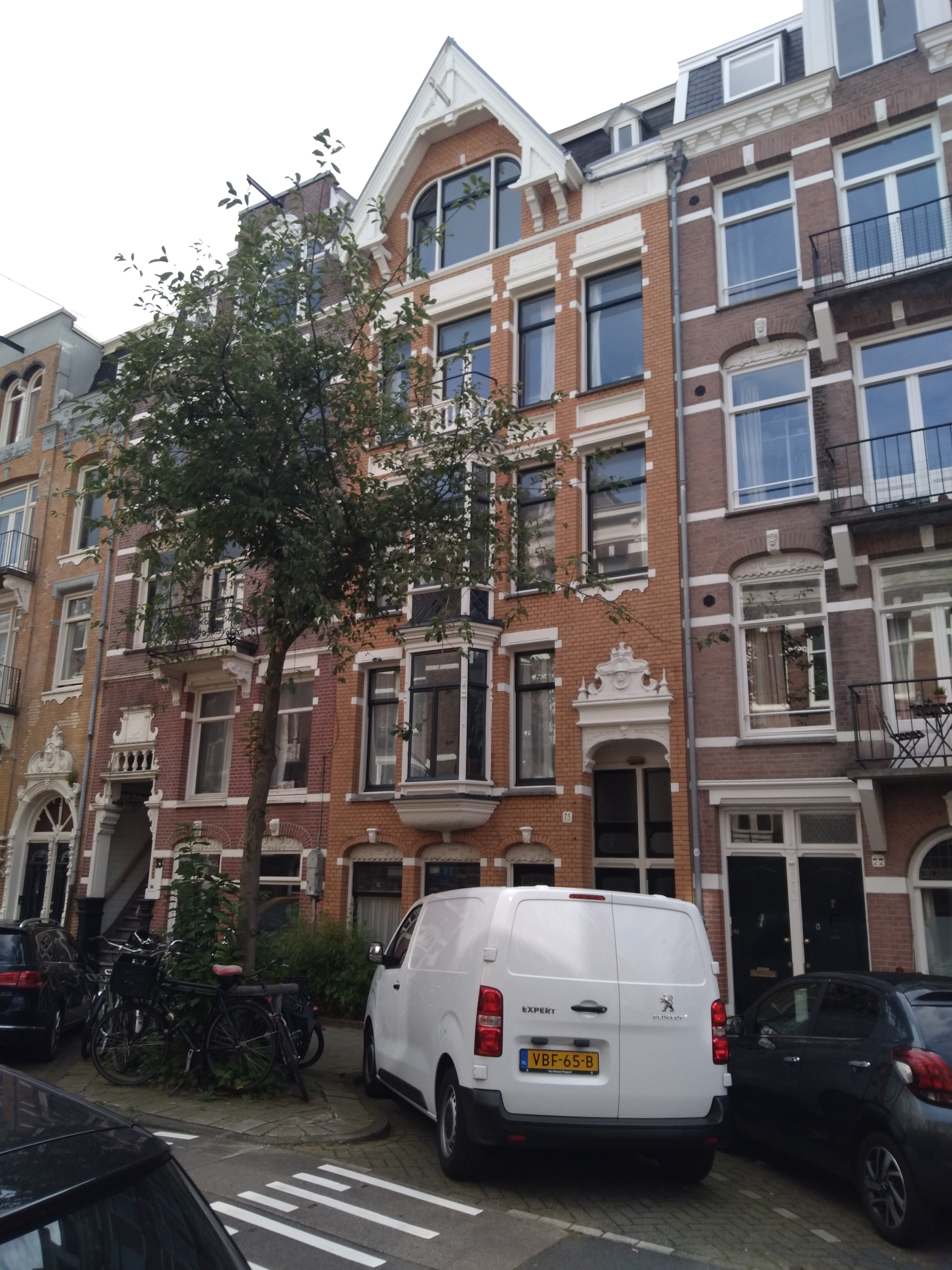
Nrs. 73-75 (75 met chaletgevel) (september 2021)
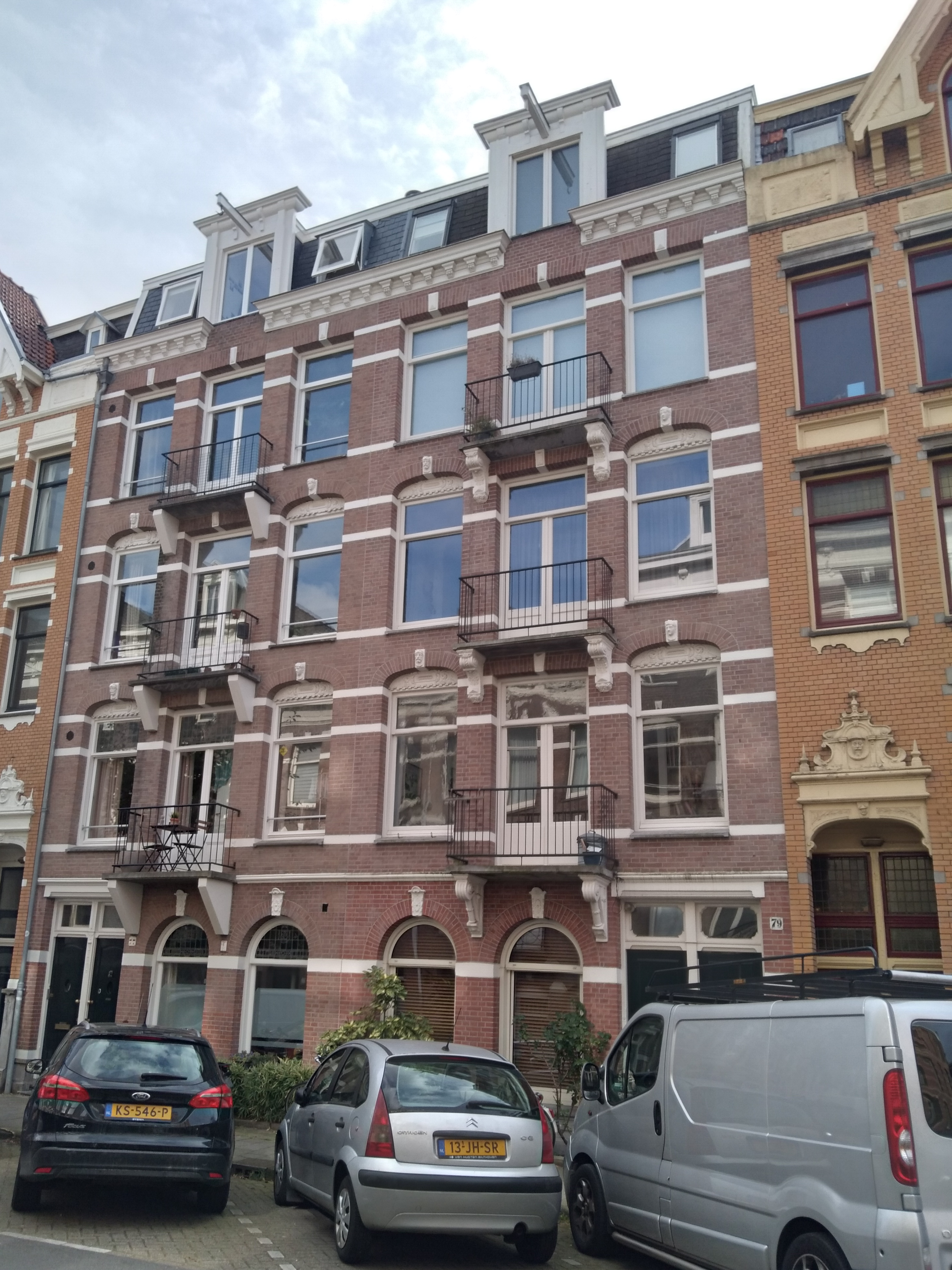
Nrs 77-79 (september 2021)
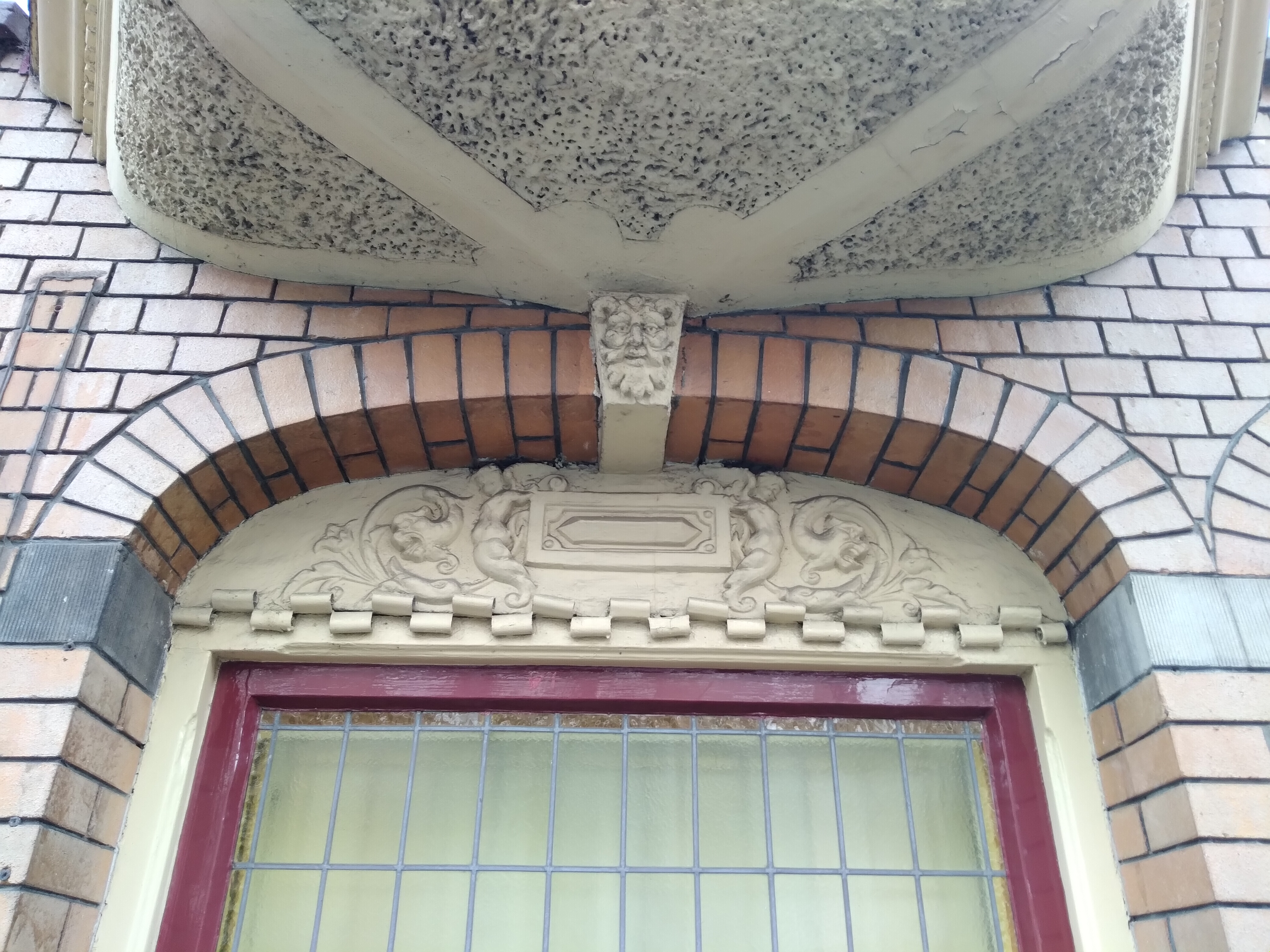
Reliëf nr. 81(september 2021)
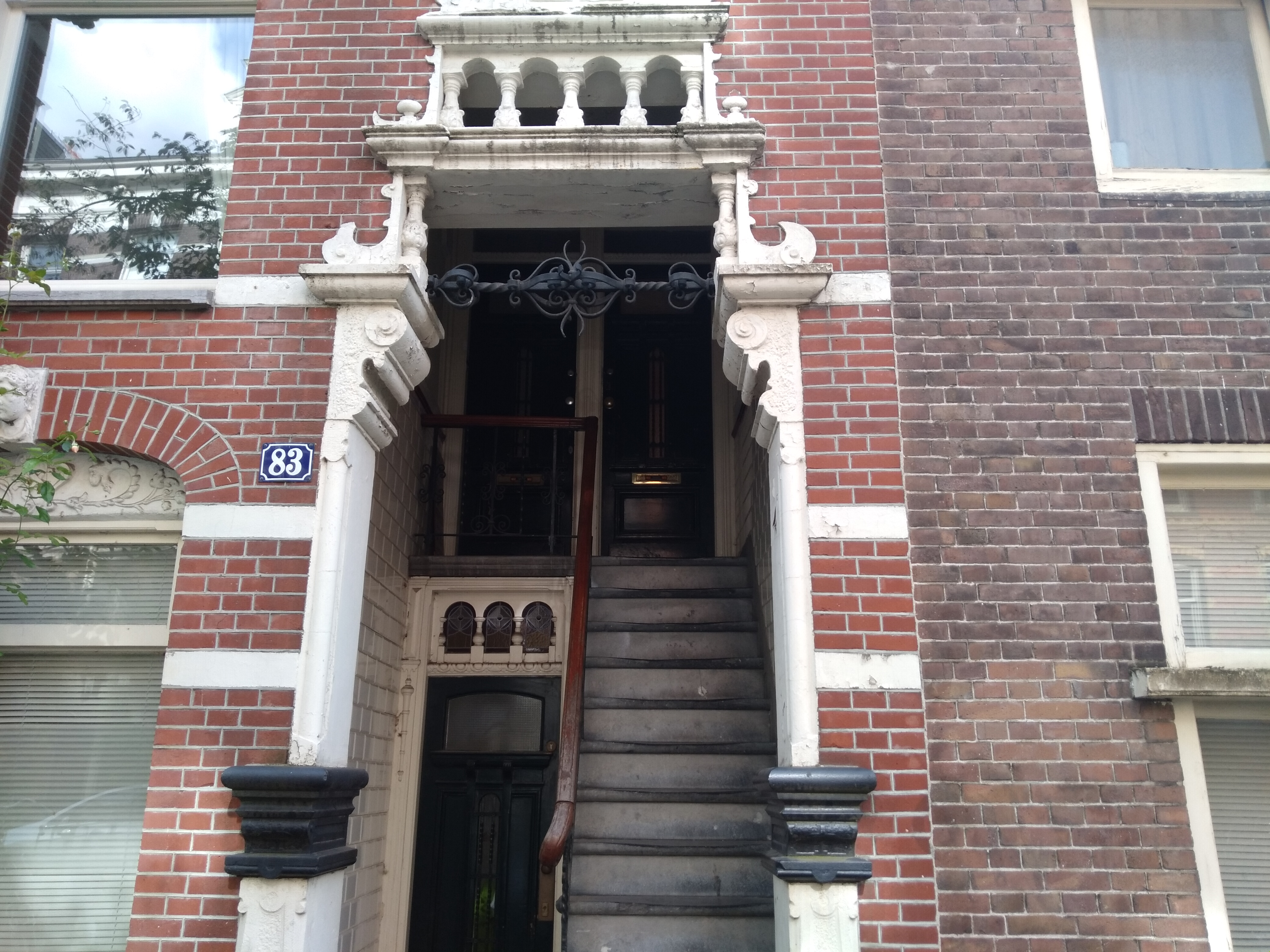
Portiek nr. 83(september 2021)